# Isabel de Hungría (1236-1271)
Isabel de Hungría (1236-Landshut, Baviera, 24 de octubre de 1271) fue una princesa real húngara, hija del rey Bela IV de Hungría, y madre del rey Otón de Hungría.

## Biografía
Isabel nació como hija del rey Bela IV de Hungría y de su consorte María Laskarina. Su nombre lo recibió en honor a su tía paterna, Santa Isabel de Hungría, la cual fue santificada solo un año antes de su nacimiento en 1235 por el Papa Gregorio IX. 
Durante la invasión tártara de 1241 escapó junto con su familia a la isla de Trogir al suroeste del reino húngaro. Luego de que los mongoles tártaros abandonaron el reino, regresó a la corte real junto con su padre. Alrededor de 1250 fue dada en matrimonio Enrique XIII Duque de Baviera, quien heredó tras la muerte de su padre en 1253 el Ducado de Baviera. 
Del matrimonio de la pareja nacieron 10 niños:
- Inés (1254-1315)
- Inés (1255-1260)
- Inés (1256-1260)
- Isabel (1258-1314), monja
- Otón (1261-1312), Duque de Baja Baviera como Otón III (1290–1312), Rey de Hungría (1305–1312)
- Enrique (1262-1280)
- Sofía (c. 1264-1282)
- Catalina (1267-1310)
- Luis (1269-1296), Duque de Baja Baviera como Luis III (1290-1296)
- Esteban (1271-1310), Duque de Baja Baviera como Esteban I de Baviera (1290-1310)

Varios meses después del nacimiento de su décimo hijo (el 14 de marzo de 1271), Isabel falleció el 24 de octubre de 1271 en Landshut a sus 35 años de edad.
Tras la desaparición de la Casa de Árpad en Hungría en 1301, el hijo mayor de Isabel, Otón  se esforzó por hacer valer sus derechos hereditarios sobre el trono, el cual consiguió en 1305 tras la renuncia de otro pretendiente Wenceslao III de Bohemia quien reinó brevemente a su muy temprana edad por voluntad de su padre el Duque de Bohemia.